# Acrodontis kotschubeji
Acrodontis kotschubeji is een vlinder uit de familie van de spanners (Geometridae). De wetenschappelijke naam van de soort is, als Acrodontis fumosa kotschubeji, voor het eerst geldig gepubliceerd in 1944 door Leo Andrejewitsch Sheljuzhko. De statusverandering werd in 1957 geëffectueerd door Inoue.

## Type
- holotype: "male, 14.IX.1934, leg. G. Kotshubej"
- instituut: ZSM, München, Duitsland
- typelocatie: "Russia, Sutshan, Ussuri"

## Synoniemen
- Acrodontis fumosa ussurica Djakonov, 1955